# Combustível para aviação

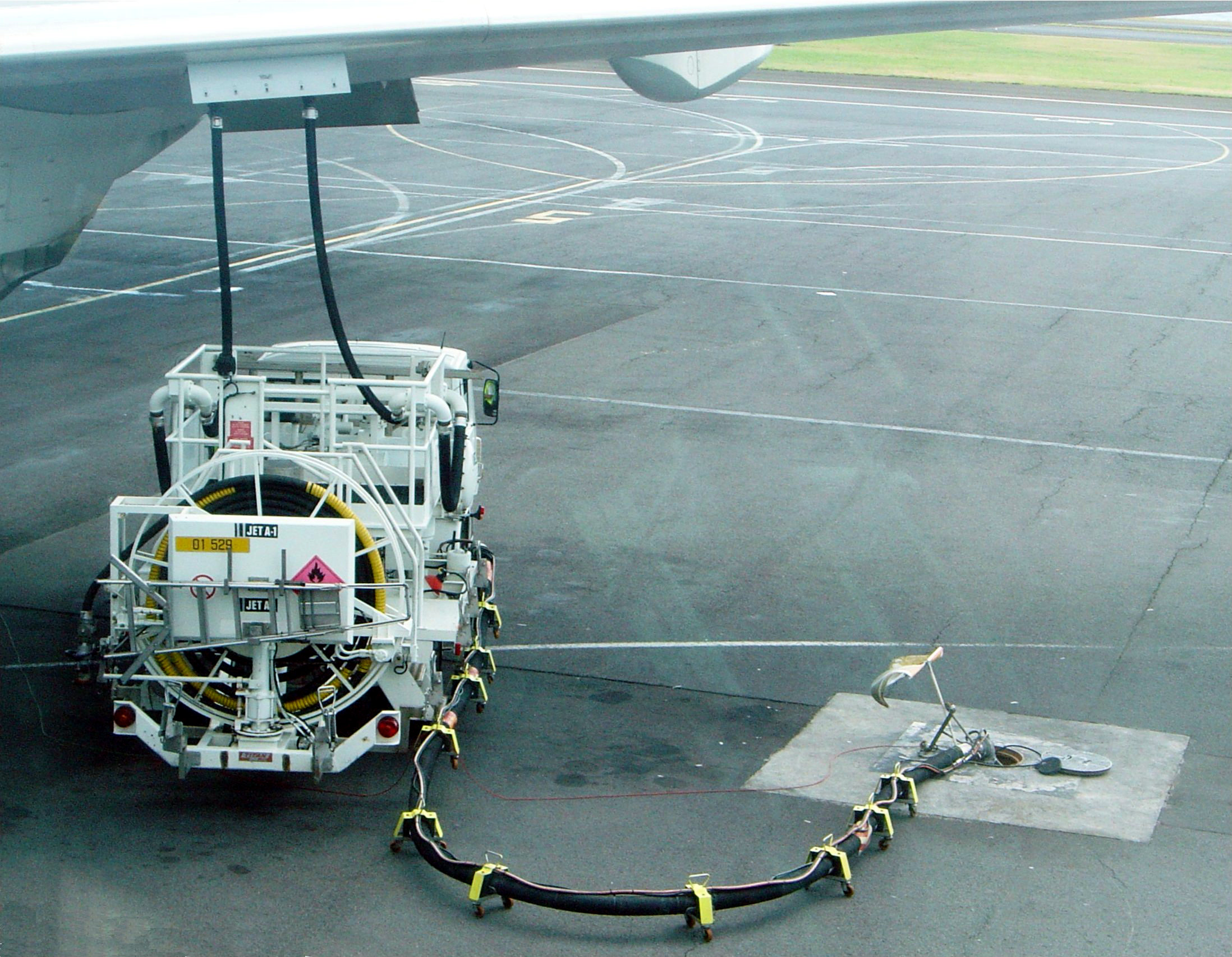
Em alguns aeroportos, os tanques de combustível ficam no subsolo dispensando a necessidade de caminhões tanque. Os caminhões apenas carregam as bombas necessárias e os aparatos de pressão, mas não combustível.

O combustível para aviação é um tipo de combustível fóssil usado em aeronaves. Ele é usado geralmente de uma qualidade maior do que os outros combustíveis com menos aplicações críticas para o aquecimento ou transporte, e contém mais aditivos para reduzir o risco de congelar ou explodir em temperaturas extremas, além de outras propriedades.
A maioria dos combustíveis para aviação são derivados da gasolina usada em motores com velas de ignição como os motores a pistão ou Jet A1 (querosene de aviação) para motores a jato. Já outros combustíveis alternativos foram usados experimentalmente mas sem nenhum efeito satisfatório. O combustível foi inventado no início do século XX e foi fundamental para a Segunda Guerra Mundial.
O Avgas (Gasolina de avião em inglês) é vendido em pequenos volumes e usado em aeronaves pequenas enquanto o jet fuel (combustível de jato em inglês) é vendido em grandes volumes e operado tipicamente por aviões comerciais, militares e de grandes corporações.
A Convenção Internacional da Aviação Civil, a qual entrou em operação em 1947, acabou com as taxas para os combustíveis usados em aeronaves. Austrália e Estados Unidos se opuseram mundialmente à tributação do combustível usado na aviação, mas um número de outros países expressaram interesse.
O combustível de aviação é frequentemente distribuído de um caminhão-tanque o qual se dirige aos aviões e helicópteros. Alguns aeroportos têm bombas de combustível similares às bombas que enchem os táxis-aéreos.
O combustível de aviação é transferido para a aeronave via dois métodos: debaixo da asa ou sobre a asa. O abastecimento ocorrido debaixo da asa, é conhecido como ponto-simples, é usado para aeronaves grandes ou para combustível de jatos exclusivamente. O abastecimento ocorrido sobre da asa é usado em pequenos aviões, helicópteros e toda aeronave de motor a pistão. O abastecimento ocorrido sobre a asa é similar ao abastecimento automobilístico – uma ou mais mangueiras de combustível são colocadas no avião igual a uma bomba de combustível convencional. Para este tipo de abastecimento, uma mangueira de alta pressão é conectada e o combustível é enchido até chegar a 50 PSI. Neste tipo de distribuição de combustível entre tanques é automatizada ou controlada por um painel de controle localizado no cockpit da aeronave.
Por causa do perigo de confusão dos tipos de combustível, um número de preocupações foram tomadas para distinguir entre AvGas e Combustível de Jato além de marcar claramente todos os containers, veículos, e bombas de combustível. AvGas pode aparecer nas cores vermelho, verde ou azul e é distribuído em bocais com um diâmetro de 40 milímetros (49 milímetros nos EUA). A abertura para os tanques de combustível de aeronaves com motores a pistão não pode ser maior do que 60 milímetros de diâmetro. O Combustível de Jato necessita de um bocal chamado de “tubo J” que possui uma abertura retangular maior do que 60 milímetros de diâmetro, assim não pode se combinar com as bombas de AvGas.
De qualquer forma, alguns jatos e aeronaves com turbinas, além de alguns modelos de helicópteros, necessitam de um bocal muito pequeno, fazendo assim com que o “tubo J” requeira um bocal menor para ser instalado na aeronave.